# Żerdziny (Silésie)
Pour les articles homonymes, voir Żerdziny.
Żerdziny est une localité polonaise de la gmina de Pietrowice Wielkie, située dans le powiat de Racibórz en voïvodie de Silésie.